# Kungsbacka
Kungsbacka este un oraș în Suedia.

## Demografie
| \| Evoluția demografică a zonei urbane Kungsbacka, 1970–2010 \| Evoluția demografică a zonei urbane Kungsbacka, 1970–2010 \| Evoluția demografică a zonei urbane Kungsbacka, 1970–2010 \| Evoluția demografică a zonei urbane Kungsbacka, 1970–2010 \| Evoluția demografică a zonei urbane Kungsbacka, 1970–2010 \| \| --------------------------------------------------------------------------------------- \| --------------------------------------------------------- \| --------------------------------------------------------- \| --------------------------------------------------------- \| --------------------------------------------------------- \| \| An \| \| \| Locuitori \| \| \| 1970 \| 1970 \| \| 9.829 \| 9.829 \| \| 1975 \| 1975 \| \| 11.986 \| 11.986 \| \| 1980 \| 1980 \| \| 12.827 \| 12.827 \| \| 1990 \| 1990 \| \| 14.564 \| 14.564 \| \| 1995 \| 1995 \| \| 16.359 \| 16.359 \| \| 2000 \| 2000 \| \| 17.133 \| 17.133 \| \| 2005 \| 2005 \| \| 17.787 \| 17.787 \| \| 2010 \| 2010 \| \| 19.057 \| 19.057 \| \| Sursa: SCB - Statistika Centralbyrån, Folkmängden per tätort. Vart femte år 1960 - 2016 \| \| \| \| \| |      |  |           |        |
| Evoluția demografică a zonei urbane Kungsbacka, 1970–2010 |      |  |           |        |
| An |      |  | Locuitori |        |
| 1970 | 1970 |  | 9.829     | 9.829  |
| 1975 | 1975 |  | 11.986    | 11.986 |
| 1980 | 1980 |  | 12.827    | 12.827 |
| 1990 | 1990 |  | 14.564    | 14.564 |
| 1995 | 1995 |  | 16.359    | 16.359 |
| 2000 | 2000 |  | 17.133    | 17.133 |
| 2005 | 2005 |  | 17.787    | 17.787 |
| 2010 | 2010 |  | 19.057    | 19.057 |
| Sursa: SCB - Statistika Centralbyrån, Folkmängden per tätort. Vart femte år 1960 - 2016 |      |  |           |        |